# Fabio Enrique Parra Pinto
Fabio Enrique Parra Pinto (Sogamoso, Boyacá, 22 de novembre de 1959) va ser un ciclista colombià que fou professional entre 1986 i 1992. Excel·lent escalador, els seus majors èxits els aconseguí al Tour de França, on guanyà 2 etapes i finalitzà tercer el 1988, i a la Volta a Espanya, on també guanyà 2 etapes finalitzant en segona posició el 1989.
Els seus germans Iván i Humberto també ha estat ciclistes professionals.

## Palmarès
- 1978
  - Vencedor d'una etapa a la Volta a Colòmbia sub-23
- 1979
  - 1r a la Volta a Colòmbia sub-23 i vencedor de 3 etapes
- 1981
  - 1r a la Volta a Colòmbia i vencedor d'una etapa
- 1984
  - 1r a la Clásica Cundinamarca
  - 1r a la Clásica Antioquia
  - Vencedor de 3 etapes de la Volta a Colòmbia
- 1985
  -  Campió de Colòmbia en ruta
  - 1r a la Clásica Cundinamarca
  - Vencedor d'una etapa del Tour de França i  1r de la Classificació dels joves
  - Millor jove de la Volta a Espanya
- 1986
  - 1r a la Clásica de Boyaca
- 1987
  - 1r al Clásico RCN i vencedor de 2 etapes
- 1988
  - Vencedor d'una etapa del Tour de França
  - Vencedor d'una etapa de la Volta a Espanya
- 1989
  - Vencedor de 2 etapes de la Volta a Colòmbia
  - Vencedor d'una etapa del Clásico RCN
- 1991
  - Vencedor d'una etapa de la Volta a Espanya
- 1992
  - 1r a la Volta a Colòmbia i vencedor d'una etapa

### Resultats al Tour de França
- 1985. 8è de la classificació general. Vencedor d'una etapa.  1r de la Classificació dels joves
- 1986. Abandona (4a etapa)
- 1987. 6è de la classificació general
- 1988. 3r de la classificació general. Vencedor d'una etapa
- 1989. Abandona (11a etapa)
- 1990. 13è de la classificació general
- 1991. Abandona (7a etapa)
- 1992. Abandona (8a etapa)

### Resultats a la Volta a Espanya
- 1985. 5è de la classificació general
- 1986. 8è de la classificació general
- 1988. 5è de la classificació general. Vencedor d'una etapa
- 1989. 2n de la classificació general
- 1990. 5è de la classificació general
- 1991. 5è de la classificació general. Vencedor d'una etapa
- 1992. 7è de la classificació general